# Henry County, Missouri
Henry County är ett administrativt område i delstaten Missouri, USA, med 22 272 invånare. Den administrativa huvudorten (county seat) är Clinton.

## Geografi
Enligt United States Census Bureau har countyt en total area på 1 897 km². 1 819 km² av den arean är land och 78 km² är vatten.

### Angränsande countyn
- Johnson County - nord
- Pettis County - nordost
- Benton County - öst
- St. Clair County - syd
- Bates County - väst
- Cass County - nordväst